# Barooga
Barooga is een plaats in de Australische deelstaat New South Wales en telt 1655 inwoners (2006).